# Andreas-Gayk-Medaille
Die Andreas-Gayk-Medaille ist eine Verdienstmedaille, welche die schleswig-holsteinische Landeshauptstadt Kiel an Personen vergibt, die sich um die Stadt verdient gemacht haben. Es handelt sich, nach der Ehrenbürgerwürde, um die zweithöchste Auszeichnung, welche die Stadt Kiel verleihen kann.

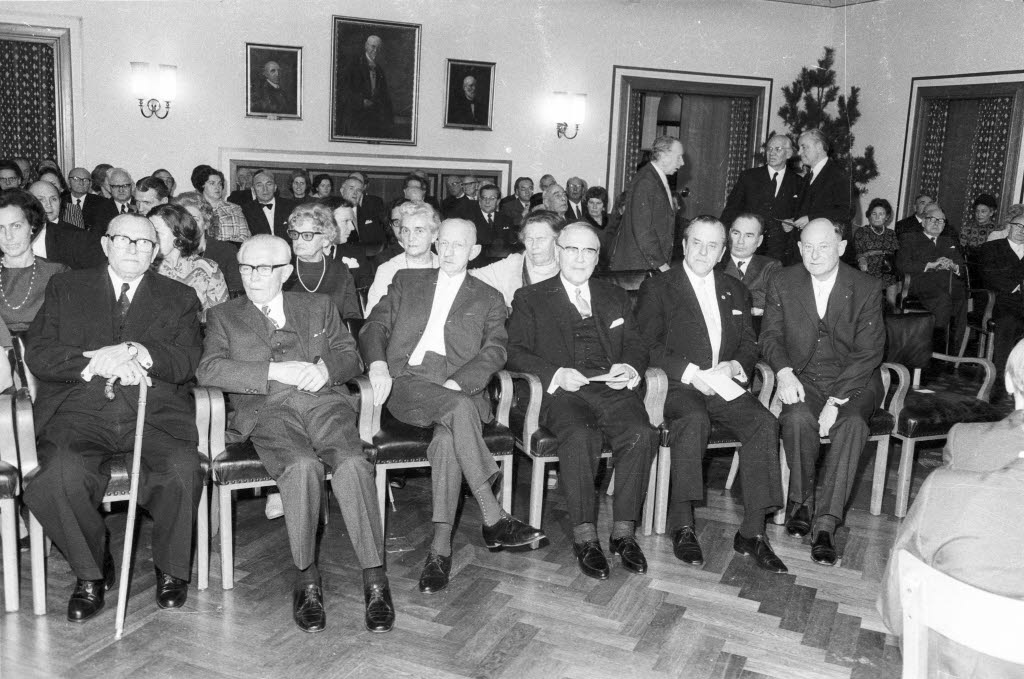
Erste Verleihung der Andreas-Gayk-Medaille 1971 im Kieler Ratssaal

## Hintergrund
Bereits ab 1962 wurde in der Kieler Ratsversammlung über die Möglichkeit diskutiert, verdiente Bürger zu würdigen. Als feststand, dass eine Verdienstmedaille gestiftet werden sollte, wurde, nachdem auch die Namen Kiel-Medaille, Ehrenmedaille der Stadt Kiel und Goldmedaille der Stadt Kiel zur Wahl standen, im Gedenken an den ehemaligen Kieler Oberbürgermeister Andreas Gayk (1893–1954) der Name Andreas-Gayk-Medaille festgelegt. Die Satzung über die Stiftung und Verleihung einer Verdienstmedaille wurde am 19. Februar 1970 erlassen. Die ersten Medaillen wurden 1971 überreicht.

## Verleihungskriterien
Die Medaille kann an Persönlichkeiten verliehen werden, die sich auf politischem, wirtschaftlichem, sozialem oder kulturellem Gebiet außergewöhnlich um die Stadt Kiel verdient gemacht haben, oder die sich durch besonders aufopfernde Tätigkeit für die Kieler Bürger und die Stadt verdient gemacht haben, oder das Ansehen der Stadt Kiel im In- und Ausland durch persönlichen Einsatz in hervorragender Weise gefördert haben.
Vorschläge für die Verleihung können von Kieler Bürgern, von der Ratsversammlung oder vom Oberbürgermeister gemacht werden. Über die Vorschläge wird im Ältestenrat der Ratsversammlung beraten und anschließend in der Ratsversammlung abgestimmt.
Die Medaille darf nicht an mehr als 30 lebende Persönlichkeiten verliehen werden.

## Verleihung
Die Andreas-Gayk-Medaille wird durch den Kieler Stadtpräsidenten verliehen. Der Ausgezeichnete erhält neben der Medaille eine vom Stadtpräsidenten und dem Kieler Oberbürgermeister unterschriebene sowie mit dem Stadtsiegel versehene Urkunde.
Wenn sich ein Inhaber als nicht würdig erweist, kann ihm die Auszeichnung nachträglich aberkannt werden.

## Form der Medaille
Die Andreas-Gayk-Medaille hat einen Durchmesser von 7 cm und eine Stärke von 5 mm. Auf der Vorderseite ist Andreas Gayk mit faksimilierter Unterschrift abgebildet. Auf der Rückseite steht „Für Verdienste um die Landeshauptstadt Kiel“. Ursprünglich wurde die Medaille aus Gold gefertigt, später wurde aus Kostengründen beschlossen, sie aus Silber herzustellen. Die Gestaltung der Medaille geht auf einen Entwurf der Muthesius-Werkschule zurück.

## Bekannte Träger
- Guntram Altnöder (1936–2005), Musikerzieher und Gründer des Kieler Knabenchors
- Günther Bantzer (1921–2019), Politiker (SPD), ehemaliger Oberbürgermeister Kiels
- Eckart Cordes (* 1933), Buchhändler
- Hein Dahlinger (1922–2008), Handballspieler und -trainer des THW Kiel
- Markus Dentler (* 1953), Theaterschauspieler, Theaterregisseur und Theaterleiter
- Max Emcke (1892–1982), Politiker (CDU, SPD), ehemaliger Oberbürgermeister Kiels
- Georg Fritzsch (* 1963), Musiker, von 2003 bis 2019 Generalmusikdirektor des Theaters Kiel
- Ida Hinz (1904–1986), Kommunalpolitikerin, ehemalige Stadtpräsidentin Kiels
- Wolf-Rüdiger Janzen (* 1941), Wirtschaftsfunktionär
- Peter Jeschke (1895–1979), Rechtsanwalt und Kommunalpolitiker, ehemaliger Stadtpräsident Kiels
- Wilhelm Hallermann (1901–1975), Mediziner und Hochschullehrer an der Christian-Albrechts-Universität[3]
- Hans Kock (1920–2007), Bildhauer
- Harald Lindenau (1914–2007), Ingenieur, Geschäftsführer der Lindenau Werft[4]
- Cai-Uwe Lindner (1960–2019), Kommunalpolitiker und Kulturförderer[5]
- Klaus Murmann (1932–2014), Unternehmer
- Jens Rönnau (* 1958), Kunsthistoriker und Journalist
- Dieter Rümmeli (* 1942), Kaufmann
- Ursula Schele (* 1954), Pädagogin und Mitgründerin des Frauennotrufs Kiel e. V. (1979), seit 1990 Leiterin des PETZE-Instituts zur Gewaltprävention
- Elisabeth Vormeyer (1893–1985), Politikerin (CDU), Mitbegründerin des Deutschen Frauenringes sowie Mitbegründerin und Vorsitzende des Landesfrauenrates Schleswig-Holstein